# Se... a casa di Paola
Se... a casa di Paola è stato un programma televisivo italiano, andato in onda dal 13 settembre 2010 al 27 maggio 2011 dal lunedì al venerdì su Rai 1, dalle 14.40 alle 16.10, mentre dal 21 febbraio 2011 (dopo la chiusura del remake di Bontà loro di Maurizio Costanzo) dalle 14.10 alle 16.10. Il contenitore televisivo, composto da un'unica edizione, è stato condotto dalla sola conduttrice Paola Perego ed è stato trasmesso in 16:9.

## Edizioni
| Edizione | Periodo           | Periodo        | Orario      | Conduzione   |
| Edizione | Inizio            | Fine           | Orario      | Conduzione   |
| -------- | ----------------- | -------------- | ----------- | ------------ |
| 1ª       | 13 settembre 2010 | 27 maggio 2011 | 14.10-16.10 | Paola Perego |

## Audience
| Edizione | Rete televisiva | Anno      | Stagione         | Programmazione | Programmazione | Programmazione | Programmazione | Programmazione | Programmazione | Programmazione | Telespettatori | Share  |
| Edizione | Rete televisiva | Anno      | Stagione         | L              | M              | M              | G              | V              | S              | D              | Telespettatori | Share  |
| -------- | --------------- | --------- | ---------------- | -------------- | -------------- | -------------- | -------------- | -------------- | -------------- | -------------- | -------------- | ------ |
| 1ª       | Rai 1           | 2010-2011 | estate-primavera |                |                |                |                |                |                |                | 2 000 000      | 17,00% |

## Il programma e gli ospiti della trasmissione
Protagonisti della trasmissione sono state le persone comuni, che ogni giorno hanno raccontato le loro storie di vita vissuta. Non sono mancate, inoltre, le interviste ai personaggi del mondo dello spettacolo e della televisione ci sono stati tra gli altri: Georgia Luzi, Carmen Russo, Enzo Paolo Turchi, Claudio Lippi, Alessandro Greco, Carlo Conti, Beatrice Bocci, Sandra Milo, Paolo Fox, Enrico Montesano, Lorella Cuccarini, Antonella Elia, Luca Argentero, Nino Frassica, Ela Weber, Wilma De Angelis, Matia Bazar, Enrico Brignano, Alessandro Cecchi Paone, Antonella Clerici, Ornella Vanoni, Emanuela Tittocchia, Fabrizio Frizzi, Giancarlo Magalli, Donatella Rettore, Patty Pravo, Toto Cutugno, Al Bano, Cristina Tassinari, Luca Barbarossa e Claudio Cecchetto.

## La cancellazione del programma
Prevista e confermata inizialmente una seconda edizione a partire da settembre 2011, la direzione generale della Rai nell'approvazione ufficiale dei palinsesti autunnali dell'azienda, ha espresso la volontà di cancellare e di chiudere a sorpresa definitivamente il programma, a causa dei bassi ascolti ricevuti, durante la sola stagione televisiva 2010–2011.